# Ramón Barros Luco
Pour les articles homonymes, voir Barros et Luco.
Ramón Barros Luco (né le 9 juin 1835 et décédé le 20 septembre 1919 à Santiago au Chili), est un avocat et homme d'État chilien. Président de la République du Chili du 23 décembre 1910 au 23 décembre 1915. Membre du Parti libéral.

## Fonctions
- De 1872 à 1876 : ministre des Finances
- De 1884 à 1885 : ministre des Finances
- En 1885 : ministre de l'Intérieur.
- De 1888 à 1889 : ministre de l'Intérieur
- De 1891 à 1892 : ministre de l'Intérieur
- De 1892 à 1893 : ministre de l'Intérieur
- De 1894 à 1895 : ministre de l'Intérieur
- De 1897 à 1900 : ambassadeur du Chili en France
- En 1901 : ministre de l'Intérieur
- En 1902 : ministre de l'Intérieur
- En 1903 : ministre de l'Intérieur
- De 1910 à 1915 : président de la République